# Persone di nome Rafael/Calciatori
| Questa pagina contiene informazioni ricavate automaticamente dalle voci biografiche con l'ausilio del template Bio e di un bot. L'aggiornamento è periodico e automatico e ricostruisce completamente la pagina. Se manca una persona in questa lista, sei pregato di non aggiungerla, ma accertati piuttosto che la sua voce biografica contenga il template Bio e che i dati anagrafici siano correttamente compilati. Se il template Bio manca, inseriscilo tu stesso o, in alternativa, metti l'avviso {{tmp\|Bio}} che ne segnala la mancanza. Se i dati riportati sono sbagliati, correggi direttamente la voce biografica; le modifiche saranno visibili in questa lista entro pochi giorni. Per chiarimenti vedi il progetto antroponimi. La lista contiene solo le 158 persone che sono citate nell'enciclopedia e per le quali è stato implementato correttamente il template Bio. Pagina aggiornata al 22 lug 2025. |

Questa è una lista di persone presenti nell'enciclopedia che hanno il nome Rafael e sono calciatori.

## A(12)
- Rafael Acosta, ex calciatore venezuelano (Caracas, n. 1989)
- Rafael Agudelo, ex calciatore colombiano (Santa Marta, n. 1954)
- Rafael Alcântara, calciatore brasiliano (San Paolo, n. 1993)
- Rafael Alkorta, ex calciatore, allenatore di calcio e dirigente sportivo spagnolo (Bilbao, n. 1968)
- Rafael Alsúa, calciatore e allenatore di calcio spagnolo (Irun, n. 1923 - Santander, † 1994)
- Rafael Amador, calciatore messicano (Tlaxcala, n. 1959 - Puebla de Zaragoza, † 2018)
- Rafael Arace, calciatore venezuelano (Caracas, n. 1995)
- Rafael Moreno Aranzadi, calciatore spagnolo (Bilbao, n. 1892 - Bilbao, † 1922)
- Rafael Assis, calciatore brasiliano (Belo Horizonte, n. 1990)
- Edson Astivia, ex calciatore messicano (Città del Messico, n. 1975)
- Boquita, ex calciatore brasiliano (San Paolo, n. 1990)
- Rafael Santos, ex calciatore brasiliano (Jaboticabal, n. 1984)

## B(14)
- Rafael Baca, calciatore messicano (Tuxpan, n. 1989)
- Rafael Bado, calciatore gibilterriano (La Línea de la Concepción, n. 1984)
- Rafael Bandeira, calciatore portoghese (Almada, n. 2001)
- Rafael Barrios, calciatore argentino (Corrientes, n. 1993)
- Rafael Bastos, ex calciatore brasiliano (Rio de Janeiro, n. 1985)
- Rafael Batatinha, calciatore brasiliano (Senhor do Bonfim, n. 1990)
- Rafael Batista Hernández, ex calciatore spagnolo (Las Palmas, n. 1936)
- Rafael Berger, calciatore brasiliano (Vila Velha, n. 1986)
- Rafael Berges, ex calciatore spagnolo (Cordova, n. 1971)
- Rafael Bilú, calciatore brasiliano (San Paolo, n. 1999)
- Rafael Bobadilla, ex calciatore paraguaiano (n. 1963)
- Rafael Burgos, calciatore salvadoregno (La Paz, n. 1988)
- Rafael Bustamante, calciatore colombiano (Ciénaga, n. 1999)
- Rafael Tesser, ex calciatore brasiliano (Curitiba, n. 1981)

## C(15)
- Rafael Carioca, calciatore brasiliano (Rio de Janeiro, n. 1992)
- Rafael Caroca, calciatore cileno (Curicó, n. 1989)
- Rafael Carrascal, calciatore colombiano (Sucre, n. 1992)
- Rafael Castellín, ex calciatore venezuelano (Maturín, n. 1975)
- Rafael Arlex Castillo, ex calciatore colombiano (Pereira, n. 1980)
- Rafael Chagas Machado, ex calciatore brasiliano (Campo Mourão, n. 1987)
- Rafael Clavero, ex calciatore spagnolo (Cordova, n. 1977)
- Rafael Coelho, ex calciatore brasiliano (Florianópolis, n. 1988)
- Rafael Costa, calciatore brasiliano (São Luís, n. 1987)
- Rafael Eduardo Costa, calciatore brasiliano (Araras, n. 1991)
- Rafael Cretaro, calciatore irlandese (Sligo, n. 1981)
- Rafael Czichos, calciatore tedesco (Gedda, n. 1990)
- Rafael Longuine, calciatore brasiliano (Paranavaí, n. 1990)
- Rafael Cabral Barbosa, calciatore brasiliano (Sorocaba, n. 1990)
- Rafael Santos, calciatore brasiliano (Londrina, n. 1998)

## D(17)
- Rafael Brito, calciatore portoghese (Almada, n. 2002)
- Rafael Delgado, calciatore argentino (Reconquista, n. 1990)
- Rafael William, calciatore brasiliano (Salto, n. 2001)
- Rafinha, calciatore brasiliano (Alumínio, n. 1992)
- Rafael Leão, calciatore portoghese (Almada, n. 1999)
- Rafael Pereira da Silva, ex calciatore brasiliano (Barretos, n. 1980)
- Rafael Pereira da Silva, ex calciatore brasiliano (Petrópolis, n. 1990)
- Rafael da Silva, calciatore brasiliano (San Paolo, n. 1992)
- Rafael Elias, calciatore brasiliano (n. 1999)
- Rafael da Silva Francisco, ex calciatore brasiliano (Guarulhos, n. 1983)
- Rafael Ratão, calciatore brasiliano (Cascavel, n. 1995)
- Rafael de Andrade Bittencourt, ex calciatore brasiliano (San Paolo, n. 1982)
- Rafael de Jesus Bonfim, ex calciatore brasiliano (Salvador, n. 1991)
- Rafael Ramos de Lima, ex calciatore brasiliano (Florianópolis, n. 1986)
- Rafael Diego de Souza, ex calciatore brasiliano (Porto Alegre, n. 1986)
- Rafael dos Santos de Oliveira, ex calciatore brasiliano (Osasco, n. 1987)
- Rafael Pereira dos Santos, calciatore brasiliano (Rio do Sul, n. 1984)

## F(8)
- Rafael Farias Tavares, ex calciatore brasiliano (Belém, n. 1982)
- Rafael Fernández Inzunza, calciatore messicano (Culiacán, n. 2000)
- Rafael Forster, calciatore brasiliano (São José, n. 1990)
- Rafael Franco Reyes, calciatore e allenatore di calcio argentino (Catamarca, n. 1923 - La Coruña, † 1997)
- Rafael Furlan, calciatore brasiliano (Quirinópolis, n. 1994)
- Rafa Silva, calciatore portoghese (Vila Franca de Xira, n. 1993)
- Rafael Ramos, calciatore portoghese (Seia, n. 1995)
- Toró, ex calciatore brasiliano (Rio de Janeiro, n. 1986)

## G(16)
- Rafael Defendi, ex calciatore brasiliano (Ribeirão Preto, n. 1983)
- Rafael Galhardo, calciatore brasiliano (Nova Friburgo, n. 1991)
- Rafa Gálvez, calciatore spagnolo (Cordova, n. 1993)
- Rafael García García, calciatore spagnolo (Ciudad Real, n. 1986)
- Rafael García Casanova, ex calciatore uruguaiano (Maldonado, n. 1989)
- Rafael García Cortés, ex calciatore spagnolo (Madrid, n. 1958)
- Rafael García Repullo, calciatore e allenatore di calcio spagnolo (Cordova, n. 1923 - Cordova, † 2000)
- Rafael Gimenes da Silva, calciatore brasiliano (Rio de Janeiro, n. 1993)
- Rafael González Córdova, ex calciatore cileno (n. 1950)
- Rafael González Robles, ex calciatore spagnolo (Avilés, n. 1970)
- Rafael Gordillo, ex calciatore e dirigente sportivo spagnolo (Almendralejo, n. 1957)
- Rafael Grünenfelder, calciatore liechtensteinese (Vaduz, n. 1999)
- Rafael Guarderas, calciatore peruviano (Lima, n. 1993)
- Rafael Guerrero, calciatore messicano (Tijuana, n. 2003)
- Rafael Gutiérrez, ex calciatore messicano (Guadalajara, n. 1967)
- Rafael Grampola, calciatore brasiliano (Nova Granada, n. 1989)

## H(1)
- Rafael Haller, calciatore uruguaiano (Montevideo, n. 2000)

## J(3)
- Rafael Jaén Rodríguez, ex calciatore spagnolo (Cordova, n. 1949)
- Rafael Jiménez Jarque, calciatore spagnolo (Valencia, n. 1993)
- Rafa Jordà, ex calciatore spagnolo (Barcellona, n. 1984)

## L(4)
- Rafael Amorim, ex calciatore brasiliano (San Paolo, n. 1987)
- Rafael Lesmes, calciatore spagnolo (Ceuta, n. 1926 - Valladolid, † 2012)
- Rafael Lopes, calciatore portoghese (Esposende, n. 1991)
- Rafael López Gómez, ex calciatore spagnolo (Peñafiel, n. 1985)

## M(14)
- Rafael Gava, calciatore brasiliano (Americana, n. 1993)
- Rafael Marques Mariano, ex calciatore brasiliano (Araraquara, n. 1983)
- Rafael Marques Pinto, ex calciatore brasiliano (Rio de Janeiro, n. 1983)
- Rafael Márquez Lugo, ex calciatore messicano (Città del Messico, n. 1981)
- Rafa Marín, calciatore spagnolo (Carmona, n. 2002)
- Rafael Mea Vitali, ex calciatore venezuelano (Caracas, n. 1975)
- Rafael Melo, calciatore uruguaiano (Juan Lacaze, n. 2000)
- Rafa Mir, calciatore spagnolo (Murcia, n. 1997)
- Rafael Miranda, ex calciatore brasiliano (Belo Horizonte, n. 1984)
- Rafael Morales, calciatore guatemalteco (Antigua Guatemala, n. 1988)
- Rafael Moura, ex calciatore brasiliano (Belo Horizonte, n. 1983)
- Rafa Mújica, calciatore spagnolo (Las Palmas de Gran Canaria, n. 1998)
- Rafael Méndez, calciatore boliviano (La Paz, n. 1904 - † 1982)
- Rafael Mújica, calciatore spagnolo (Las Palmas de Gran Canaria, n. 1927 - Madrid, † 1987)

## N(3)
- Rafa Navarro, calciatore spagnolo (Valencina de la Concepción, n. 1994)
- Rafael Navarro Leal, calciatore brasiliano (Cabo Frio, n. 2001)
- Rafael Núñez, calciatore dominicano (Bonao, n. 2002)

## O(2)
- Rafael Olarra, ex calciatore cileno (Santiago del Cile, n. 1978)
- Rafael Otero, ex calciatore colombiano (Condoto, n. 1954)

## P(13)
- Rafael Ledesma, ex calciatore brasiliano (Porto Alegre, n. 1982)
- Rafael Marañón, ex calciatore spagnolo (Olite, n. 1948)
- Rafael Rech, calciatore brasiliano (Brisbane, n. 2002)
- Rafael Pavón, ex calciatore argentino (Córdoba, n. 1953)
- Rafael Paz, ex calciatore spagnolo (Puebla de Don Fadrique, n. 1965)
- Rafael Barbosa, calciatore portoghese (Amarante, n. 1996)
- Rafael Pires Vieira, ex calciatore brasiliano (Criciúma, n. 1978)
- Rafael Porcellis, ex calciatore brasiliano (Porto Alegre, n. 1987)
- Rafael Prado Fraguas, calciatore spagnolo (Orense, n. 1957 - Madrid, † 2016)
- Rafael Profini, calciatore argentino (San José de la Esquina, n. 2003)
- Rafael Páez, calciatore spagnolo (Orihuela, n. 1994)
- Rafael Enrique Pérez Almeida, calciatore colombiano (Cartagena de Indias, n. 1990)
- Rafael Pires Monteiro, calciatore brasiliano (Coronel Fabriciano, n. 1989)

## Q(1)
- Rafael Quesada, ex calciatore peruviano (Miami, n. 1971)

## R(6)
- Rafael Argüelles, ex calciatore cubano (n. 1946)
- Rafael Ramazotti, calciatore brasiliano (São Caetano do Sul, n. 1988)
- Rafael Ramos Lozano, calciatore spagnolo (Palma di Maiorca, n. 1982)
- Rafael Severo Refatti, ex calciatore brasiliano (Quaraí, n. 1977)
- Rafael Robayo, ex calciatore colombiano (Bogotà, n. 1984)
- Rafael Romo, calciatore venezuelano (Turén, n. 1990)

## S(14)
- Rafael Camacho, calciatore portoghese (Lisbona, n. 2000)
- Rafael Carioca, calciatore brasiliano (Rio de Janeiro, n. 1989)
- Rafael Crivellaro, calciatore brasiliano (Porto Alegre, n. 1989)
- Rafinha, ex calciatore brasiliano (Campinas, n. 1982)
- Rafael Sabino, calciatore brasiliano (San Paolo, n. 1996)
- Salvador Salguero, ex calciatore peruviano (n. 1951)
- Rafael Sangiovani, calciatore argentino (Arteaga, n. 1998)
- Rafael Santos Borré, calciatore colombiano (Barranquilla, n. 1995)
- Rafael Santos, calciatore argentino (Buchardo, n. 1942 - Junín, † 2017)
- Rafael Schmitz, ex calciatore brasiliano (Blumenau, n. 1980)
- Rafael Silva dos Santos, calciatore brasiliano (Feira de Santana, n. 1990)
- Rafael Sóbis, ex calciatore brasiliano (Erechim, n. 1985)
- Rafael Souto, ex calciatore uruguaiano (Montevideo, n. 1930)
- Rafael Struick, calciatore indonesiano (Leidschendam, n. 2003)

## T(5)
- Rafael Fernandes, calciatore portoghese (Setúbal, n. 2002)
- Rafael Tavares, calciatore brasiliano (Porto Seguro, n. 2000)
- Rafael Gladiador, ex calciatore brasiliano (Água Boa, n. 1992)
- Rafael Thyere, calciatore brasiliano (João Pessoa, n. 1993)
- Rafael Tolói, calciatore brasiliano (Glória d'Oeste, n. 1990)

## U(1)
- Rafael Uzcátegui, calciatore venezuelano (Puerto Ordaz, n. 2004)

## V(4)
- Rafael Vaz, calciatore brasiliano (Caieiras, n. 1988)
- Rafael Rodrigues, calciatore portoghese (Oliveira do Bairro, n. 2002)
- Rafael Viotti, calciatore argentino (Buenos Aires, n. 1988)
- Rafael Viteri, ex calciatore spagnolo (Bilbao, n. 1952)

## Z(2)
- Rafael Zuviría, ex calciatore argentino (Santa Fe, n. 1951)
- Rafael Zúñiga, calciatore honduregno (Tegucigalpa, n. 1990)

## Á(2)
- Enrique Ávalos, calciatore paraguaiano (n. 1922)
- Rafael Ávalos, calciatore messicano (n. 1926 - † 1993)

## Ə(1)
- Rafael Əmirbəyov, ex calciatore azero (Qusar, n. 1976)